# El Proyecto GENNEU
El Proyecto GENNEU es una novela de ciencia ficción publicada el 11 de noviembre de 2016 por el escritor y músico chileno Hallerjack. La obra reúne fundamentos básicos de la física teórica (teoría de las cuerdas, principalmente) y postulados de la filosofía existencialista y Kantiana, bajo el marco de una historia no lineal separada por membranas o dimensiones.
Fue escrita durante los años 2012 y 2016, siendo como obra literaria pionera en incluir Banda Sonora Original (OST) como complemento a su línea argumental, en Chile.
Su prólogo fue escrito por Nicolás Águila Torres, y las ilustraciones corresponden a Daniel Avilés. 
La dirección y grabación de la banda sonora estuvo a cargo de Sebastián Pinilla, junto con algunas colaboraciones de Hallerjack en la composición. 
Se conforma por 10 piezas musicales que representan acontecimientos y personajes importantes de la novela.

## Aspectos de la Obra
La historia se desarrolla dentro de un contexto poco claro en cuanto a un espacio y tiempo se refiere, ya que no se nombran puntos específicos del planeta Tierra o fechas reconocibles para nuestra propia Historia. 
Ubicado en una gran metrópolis, se intuye que su argumento se desenvuelve dentro de un futuro cercano y próspero, acompañado de revueltas revolucionarias que se encuentran a un paso de consolidar una utopía global, desatada por un fenómeno físico-espiritual que mantuvo sorda a toda la humanidad durante 30 días.

## Personajes Principales
- Enrique Macchiavello: Profesor de Filosofía, nuevo Creador Cultural y maestro de Aldous Scharfrichter. Descubridor de la transformación de los elementos a través de la alteración vibratoria de las cuerdas cuánticas.
- ”Philip Panciera”: Protagonista, quien no posee una noción clara de su pasado. Su nombre es ficticio, pues tampoco recuerda su nombre real.
- Aldous Scharfrichter : Discípulo de Enrique Macchiavello. Creador Cultural en la nueva era (Era GENNEU) junto con el microbiólogo, Joseph Hauel.
- Mario Galván : Activista informático de la Revolución Médica. Colega y mejor amigo de Frederick Macchiavello. Compañero de piso de Philip Panciera.
- Frederick G. Macchiavello: Activista informático de la Revolución Médica. Colega y mejor amigo de Mario Galván. Sobrino de Enrique Macchiavello y novio de Vania Spencer. Compañero de piso de Philip Panciera.
- Joseph Hauel: Reconocido microbiólogo. Colega de Aldous Scharfrichter en la reconstrucción del mundo posterior a la Catástrofe Atila.

## Marco Contextual
La novela empezó a ser escrita el año 2012, cuando Hallerjack estudiaba Música & Sonido en Universidad UNIACC, teniendo 22 años de edad. Al mismo tiempo que lanzaba junto con Fake Prophet (banda Rock Vanguardia donde se desempeñaba como bajista y compositor), su primer álbum en estudio titulado Lejos Del Hombre. Cuatro años después (2016) la obra fue terminada.